# Polybia
Polybia – rodzaj owadów błonkoskrzydłych z rodziny osowatych (Vespidae) obejmujący ponad 50 gatunków szeroko rozprzestrzenionych w krainie neotropikalnej – od Meksyku do Argentyny. Są tam najliczniej występującymi osami, a ich gniazda należą do najczęściej napotykanych. 
Gatunki zaliczane do tego rodzaju są owadami eusocjalnymi, drapieżnymi, żywiącymi się mrówkami, termitami i innymi owadami. Z tego powodu niektóre z nich są wykorzystywane do biologicznego zwalczania plag powodowanych przez masowe pojawianie się niektórych owadów na plantacjach melonów, pomarańczy, tytoniu i pomidorów.
Osy te wytwarzają i magazynują miód, który jest wykorzystywany przez lokalną ludność.